# Lichynia
Lichynia est une localité polonaise du gmina de Leśnica, située dans le powiat de Strzelce en voïvodie d'Opole.

## Histoire
De 1743 à 1945, Lichinia fait partie de l'arrondissement de Cosel dans le district d'Oppeln au sein de la province de Silésie.